# آلفا رومئو دی۲
آلفا رومئو دی۲ (به انگلیسی: Alfa Romeo D2) یک موتور هواگرد ساختِ کارخانهٔ آلفا رومئو در کشور ایتالیا است.